# Pnigomantis medioconstricta
Pnigomantis medioconstricta es una especie de mantis de la familia Mantidae. Es el único miembro del género monotípico Pnigomantis.

## Distribución geográfica
Se encuentra en la Isla de Flores (Indonesia).